# Delias agostina
Delias agostina es una especie de mariposa, de la familia Pieridae (subfamilia Pierinae, tribu Pierini).

## Subespecies
- Delias agostina agostina
- Delias agostina johnsoni
- Delias agostina annamitica
- Delias agostina infumata
- Delias agostina orita

## Distribución
Esta especie de mariposa y sus subespecies se distribuyen por Assam, Nepal, Burma, Tailandia, Malasia, Vietnam, Laos y Hainan.